# Klina
Klina (alb. Klinë) je gradić u zapadnom središnjem dijelu Kosova.

## Šport
- KF Dukagjini, nogometni klub